# Southend United Football Club
Maillots
Actualités
Le Southend United Football Club est un club de football anglais fondé en 1906. Le club, basé à Southend-on-Sea, évolue depuis la saison 2021-2022 en National League (cinquième division anglaise).

## Repères historiques
Fondé en 1906, le club adopte un statut professionnel dès sa fondation et rejoint la League en 1920 (troisième division). 
À l'issue de la saison 2019-2020 le club est relégué en EFL League Two (quatrième division),.
À l'issue de la saison 2020-2021, le club est relégué en National League (cinquième division). Le club a d'importantes difficultés financières.

### Palmarès
| Championnats nationaux | Coupes nationales |
| - Championnat d'Angleterre de deuxième division (0): - Meilleur classement : . - Championnat d'Angleterre de troisième division (1): - Champion : 2006. - Vice-champion : 1991. - Championnat d'Angleterre de quatrième division (1): - Champion : 1981. - Vice-champion : 1972 et 1978. - Vainqueur des play-offs : 2005 et 2015. - Southern League Second Division (2): - Champion : 1907 et 1908. - Vice-champion : 1913. | - Football League Trophy (0): - Finaliste : 2004, 2005 et 2013. - Essex Professional Cup (10): - Vainqueur : 1950, 1953, 1954, 1955, 1957, 1962, 1965, 1967, 1972 et 1973. - Essex Senior Cup (4): - Vainqueur : 1983, 1991, 1997 et 2008. - Essex Thameside Trophy (1): - Vainqueur : 1990. |

## Joueurs et personnalités du club

### Entraîneurs
Le tableau suivant présente la liste des entraîneurs du club depuis 1889.
| Rang | Nom             | Période               |
| ---- | --------------- | --------------------- |
| 1    | Bob Jack        | août 1906-mai 1910    |
| 2    | George Molyneux | août 1910-mai 1911    |
| 3    | O. M. Howard    | août 1911-mai 1912    |
| 4    | Joe Bradshaw    | août 1912-mai 1919    |
| 5    | Ned Liddell     | août 1919-mai 1920    |
| 6    | Tom Mather      | août 1920-mai 1920    |
| 7    | Ted Birnie      | août 1921-mai 1934    |
| 8    | David Jack      | mai 1934-août 1938    |
| 9    | Harry Warren    | août 1940-juin 1956   |
| 10   | Eddie Perry     | août 1956-mai 1960    |
| 11   | Frank Broome    | mai 1960-déc. 1960    |
| 12   | Ted Fenton      | mars 1961-mai 1965    |
| 13   | Alvan Williams  | juin 1965-mars 1967   |
| 14   | Ernie Shepherd  | avr. 1967-oct. 1969   |
| 15   | Geoff Hudson    | oct. 1969-mai 1970    |
| 16   | Arthur Rowley   | mars 1970-mai 1976    |
| 17   | Dave Smith      | mai 1976-juil. 1983   |
| 18   | Peter Morris    | juil. 1983-févr. 1984 |
| 19   | Bobby Moore     | févr. 1984-avr. 1986  |
| 20   | David Webb      | juin 1986-mars 1987   |

| Rang | Nom            | Période               |
| ---- | -------------- | --------------------- |
| 21   | Dick Bate      | juin 1987-sept. 1987  |
| 22   | Paul Clark     | sept. 1987-mai 1988   |
| 23   | David Webb     | nov. 1988-mai 1992    |
| 24   | Colin Murphy   | mai 1992-avr. 1993    |
| 25   | Barry Fry      | avr. 1993-déc. 1993   |
| 26   | Peter Taylor   | août 1993-févr. 1995  |
| 27   | Steve Thompson | févr. 1995-juin 1995  |
| 28   | Ronnie Whelan  | juil. 1995-juil. 1997 |
| 29   | Alvin Martin   | juil. 1997-mars 1999  |
| 30   | Mick Gooding   | mars 1999-avr. 1999   |
| 31   | Alan Little    | avr. 1999-sept. 2000  |
| 32   | Mick Gooding   | sept. 2000-oct. 2000  |
| 33   | David Webb     | oct. 2000-oct. 2001   |
| 34   | Rob Newman     | oct. 2001-mars 2003   |
| 35   | Stewart Robson | mars 2003-avr. 2003   |
| 36   | Steve Wignall  | avr. 2003-nov. 2003   |
| 37   | David Webb     | nov. 2003             |
| 38   | Steve Tilson   | nov. 2003-juil. 2010  |
| 39   | Paul Sturrock  | juil. 2010-mars 2013  |
| 40   | Phil Brown     | mars 2013-jan. 2018   |

| Rang | Nom           | Période             |
| ---- | ------------- | ------------------- |
| 41   | Chris Powell  | jan. 2018-mars 2019 |
| 42   | Kevin Bond    | avr. 2019-sep. 2019 |
| 43   | Sol Campbell  | oct. 2019-juin 2020 |
| 44   | Mark Molesley | août 2020-          |

### Joueurs emblématiques
- Martin Allen
- Lee Bradbury
- Lee Chapman
- Stan Collymore
- Justin Edinburgh
- Kerrea Gilbert
- Michael Kightly
- Chris Powell
- Brett Angell
- Spencer Prior
- Roy McDonough
- Ian Selley
- James Nelson
- Don Mackay
- Neville Southall
- Ronnie Whelan
- Mike Lapper
- Efe Sodje
- Danny Maddix